# Thripophaga macroura
A Thripophaga macroura a madarak (Aves) osztályának verébalakúak (Passeriformes) rendjébe és a fazekasmadár-félék (Furnariidae) családjába tartozó faj.

## Rendszerezése
A fajt Maximilian zu Wied-Neuwied német herceg, felfedező és természettudós írta le 1821-ben, az Anabates nembe Anabates macrourus néven.

## Előfordulása
Brazília keleti részén, az Atlanti-óceán partvidékén honos. Természetes élőhelyei a szubtrópusi és trópusi síkvidéki esőerdők és másodlagos erdők. Állandó nem vonuló faj.

## Megjelenése
Testhossza 17–18 centiméter.

## Életmódja
Ízeltlábúakkal táplálkozik.

## Természetvédelmi helyzete
Az elterjedési területe kicsi és széttöredezett, egyedszáma 1500-7000 példány közötti és csökken. A Természetvédelmi Világszövetség Vörös listáján sebezhető fajként szerepel.